# ماساتوشی ایتو
ماساتوشی ایتو (به ژاپنی: 伊藤 雅俊) (زاده ۳۰ آوریل ۱۹۲۴ – درگذشته ۱۰ مارس ۲۰۲۳) کارآفرین، سرمایه‌دار و مدیر ارشد اجرایی ژاپنی بود، که در سال ۲۰۰۵ شرکت سون اند آی را تأسیس نمود.
وی در ماه مارس ۲۰۱۴ با دارایی خالص ۳٫۴ میلیارد دلار در رتبه هفتم از فهرست ثروتمندترین افراد ژاپن قرار گرفت.